# Polytrichastrum xanthopilum
Polytrichastrum xanthopilum är en bladmossart som beskrevs av G. L. Smith 1971. Polytrichastrum xanthopilum ingår i släktet Polytrichastrum och familjen Polytrichaceae. Inga underarter finns listade i Catalogue of Life.